# パール (蒸気コルベット)
HMSパールは薩英戦争に参加したイギリス海軍のコルベット。

## 艦歴
パールはパール級コルベットの1番艦として1855年に進水した。排水量は2187トン、21門の砲を搭載していた。
インド大反乱中の1857年9月、175人の乗員による「パール海軍旅団」が組織された。兵員はライフルを装備している程度であったが、いくつかの作戦に参加している。これら作戦の多くはHMSシャノン（HMS Shannon）の乗員からなる同様の旅団と共同で行われた。
1855年から1859年にインドから戻るまで、艦長はエドワード・サウスウェル・サザビー（Edward Southwell Sotheby）が務めていたが、1859年8月23日から1864年6月18日まで、ジョン・ボーラス（John Borlase）が第二代の艦長を務めた。その後プリマスに戻り係留された。この間、パールは東インド及び中国に派遣され、太平天国の乱や薩英戦争に参加している。

## ノーススター事件
1861年5月、パールはノーススター事件（North Star Affair）に遭遇した。英国の客船ノーススターは香港から長崎に向かって出帆したが、船は非武装で何丁かの銃があるのみであった。5月13日、ジャンクに乗った中国の海賊がノーススターを襲った。彼らは少なくとも船員の5人を殺害し、4000ドル相当の金を奪って逃走した。襲撃中に隠れていた2人の乗員によって、ノーススターは香港に戻ることができた。パールは青洲（Green Island）沖に停泊していたが、報告を受けて出港した。まもなく、海に飛び込んで逃げていたノーススターの生存者を発見して救出した。

## 参考資料
脚注
1. 1 2 3 4  Winfield (2004) p.209
2. ↑  A Sydney Man (1861年7月23日). “News and Notes CLXIV”. The Courier (ブリスベーン):  p. 3 2012年1月3日閲覧。

文献
- Colledge, J. J.; Warlow, Ben (2006) [1969]. Ships of the Royal Navy: The Complete Record of all Fighting Ships of the Royal Navy (Rev. ed.). London: Chatham Publishing. ISBN 978-1-86176-281-8. OCLC 67375475。
- Winfield, Rif; Lyon, David (2004). The Sail and Steam Navy List: All the Ships of the Royal Navy 1815–1889. London: Chatham Publishing. ISBN 978-1-86176-032-6. OCLC 52620555